# Miami (James Gang)
Miami è il settimo album in studio del gruppo musicale statunitense James Gang, pubblicato nel 1974.

## Tracce
1. Cruisin' Down The Highway – 3:16
2. Do It – 3:38
3. Wildfire – 3:30
4. Sleepwalker – 4:01
5. Miami Two-Step – 1:32
6. Praylude – 2:33
7. Red Skies – 3:27
8. Spanish Lover – 3:43
9. Summer Breezes – 2:40
10. Head Above The Water – 4:18

## Formazione
- Roy Kenner – voce (eccetto traccia 8), cori
- Tommy Bolin – chitarra, voce (8)
- Tom Dowd – tastiera, piano
- Albhy Galuten – tastiera, piano, sintetizzatore (10)
- Dale Peters – basso, cori, percussioni
- Jim Fox – batteria, cori, percussioni, tastiera, organo